# Josef Schnusenberg
Josef Schnusenberg (ur. 16 lutego 1941 w Rheda-Wiedenbrück, Nadrenia Północna-Westfalia, zm. 20 grudnia 2024), prezydent niemieckiego klubu piłkarskiego - FC Schalke 04.